# Antoon Lust
Antoon Lust (Tielt, 19 maart 1944 - Alfubeira, Portugal, 22 juli 2018) was een Belgisch advocaat.

## Levensloop
Antoon Lust werd in 1968 advocaat aan de balie van Brugge. Hij leidde een kantoor met een twintigtal advocaten. Hij behandelde voornamelijk zaken voor openbare besturen, instituten, ziekenhuizen enz.
Hij was actief in 
- staats- en administratief recht, inzonderheid grondrechten (rechten en vrijheden),
- de begeleiding van openbare besturen voor ruimtelijke ordening, onroerend erfgoed, monumenten- en landschappen, landschapsbescherming, natuurbehoud, overheidsopdrachten en tuchtzaken,
- het onteigeningsrecht,
- het medisch recht, inzonderheid de aansprakelijkheid van personen en instellingen (strafrechtelijk en burgerrechtelijk),
- de overheids- en beroepsaansprakelijkheid (strafrechtelijk en burgerrechtelijk),
- het verbintenissenrecht en bijzondere overeenkomsten.

Hij was plaatsvervangend rechter in de rechtbank van eerste aanleg in Brugge en praktijklector aan de Katholieke Universiteit Leuven.
Lust vervulde heel wat bijkomende verantwoordelijkheden en functies:
- stichtend lid van de Vlaamse Vereniging voor het Gezondheidsrecht,
- lid van de raad van bestuur van het Postuniversitair Centrum West-Vlaanderen,
- lid van de raad van bestuur van Themis, de school voor postacademische juridische vorming Katholieke Universiteit Leuven,
- lid van de raad van bestuur van de vzw Gezondheidszorg 'Bermhertigheid Jesu',
- secretaris van de raad van bestuur van de vzw Sint-Franciscus Xaveriusziekenhuis,
- lid van het Beheerscomité  van de KU Leuven Campus Kortrijk,
- lid van de raad van bestuur van het psychiatrisch ziekenhuis Onze-Lieve-Vrouw in Brugge-Sint-Michiels,
- lid van de redactieraad van het Tijdschrift voor Gezondheidsrecht/Revue de droit de la santé,
- co-hoofdredacteur van het Tijdschrift voor Omgevingsrecht en Omgevingsbeleid.

## Privé
Antoon Lust was de jongste in het gezin van tien kinderen van Cyriel Lust (1897-1982) en Bertha Defauw (1900-1991). Hij trouwde in 1968 met Mia Wostyn. Ze kregen vier kinderen. In 2009 kreeg hij kanker, waar hij van genas. Hij overleed onverwacht tijdens een reis in Portugal.

## Publicaties
- Informatie, publiciteit en reclame door de arts: een moeilijke evenwichtsoefening, in: Tijdschrift voor Gezondheidszorg, 2017/3.
- Koppige GSI blijft hardleers, in: Tijdschrift Onze Omgeving (TOO), 2017.
- Een trage weg dwars doorheen uw eigen (park)domein of tuin. Nee toch?, in: TOO 2017.
- Het beschermen als monument van ruïnes en verkrotte panden blijft juridisch en maatschappelijk problematisch, in: TOO, 2017.
- Over het begrip 'ruimtelijke impact' en de herstelvordering na invoering of wijziging in favorem van het vrijstellingenbesluit, in: TOO, 2017/3.
- Over merkwaardige en monumentale bomen en botsende rechtsregels, in: TOO 2016.
- Is er (weer) hoop voor eigenaars binnen een stads- of dorpsgezicht ?, in: TOO, 2016.
- De kasteelkaai van Kortrijk: de absurditeit van het dualisme (nog niet) voorbij, in: TOO, 2016.
- Over onvolledige, misleidende en valse bouwplannen((, in:  TOO, 2016.
- Volle rechtsmacht inzake stedenbouwkundige herstelmaatregelen: gedaan met de klassieke dogma's?”, in:  TOO, 2015.
- Nooit afpersing in vergunningsgeschillen?, in: TOO, 2015.
- Beestenboel in het agrarisch gebied,  in: TOO, 2015.
- Einde van de multiple choice van rechtsgronden inzake onteigenings- en beschermingsbesluiten zonder compensatie?, in: TOO 2015.
- De Raad voor Vergunningsbetwistingen en de kortgedingrechter: één pot nat ?, in: TOO, 2012/3.
- Zelfrealisatie: een toemaatje aan ons chaotisch onteigeningsrecht, in: TOO, 2012/4.
- Bladval en wonen in een groene omgeving – voor elk wat wils ?, in: TOO, 2012/4.
- Over de inhoud van RUP's: van these naar anithese ? - Over rechtszekerheid en onzekerheid, in: TOO, 2013/1.
- AVEVE: parabool voor para-agrarisch bedrijf ?, in: TOO, 2013/1.
- Het milieuhandhavingscollege en de redelijke termijn: ommekeer of aarzeling, in: TOO, 2013/3.
- De pijnlijke gevolgen van het zonevreemd anders bouwen dan vergund, en de schimmige figuur van de ‘onbestaande’ vergunning: relaas van een calvarietocht, in: TOO, 2013/3.
- Een ‘leefbaar’ landbouwbedrijf: da miendje nie”, in: TOO, 2013/4.
- Het grondrecht op een rechter met volle rechtsmacht en de stedenbouwkundige herstelvordering, in: Liber Amicorum L. Dupont, Universitaire Pers Leuven, 2005.
- De administratieve verankering van het milieumisdrijf, in: A. De Nauw, P. Flamey, J. Ghysels, J., Milieu- en milieustrafrecht. Actuele vraagstukken, Larcier, 2005.
- Geen bezitsbescherming voor een conventionele erfdienstbaarheid non aedificandi, in: Tijdschrift Notariaat, 2000.
- De wet van 29 april 1999 : een alternatief wetskader voor de alternatieve geneeswijzen, Tijdschrift voor Gezondheidszorg, 2000-2001.
- Gebruiksvergoedingsovereenkomsten in de tandartspraktijk : verboden dichotomie ?, in: Tijdschrift voor Gezondheidszorg, 1999-2000.
- De aansprakelijkheid van het ziekenhuis voor de intra muras chirurgische activiteiten, in: Acta Chirurgica Belgica, 1998.
- Nog over de indirecte legaliteitstoets van de herstelvordering en het Gentse arrest van 31 mei 1996, in: Rechtkundig Weekblad, 1997-98.
- Nog over de rechtsgevolgen van het overschrijden van de redelijke termijn, in: T.W.V.R., 1997.
- Het medisch resultaatsverbintenissenarrest van 28 september 1995 : reden tot paniek?", in: Tijdschrift voor gezondheidszorg, 1996-1997.
- Zijn ereloonafspraken steeds verboden ? Een onderzoek naar de draagwijdte en de grenzen van artikel 18 van het K.B. nr. 78 Uitoefening Geneeskunst, in : De arts en zijn honorarium", Mijs en Breesch, 1996.
- Omtrent de preventieve bevoegdheid van de organen van de Orde van Geneesheren - Een grondslagenonderzoek, in : Liber Amicorum A. Prims, Mijs en Breesch, 1995.
- Nog over de strafrechtelijke kwalificatie van fouten bij therapeutische bestraling met radioactieve stoffen, in: Vlaams Tijdschrift voor Gezondheidsrecht, 1993/94.
- Over depenaliseríng van de medische aansprakelijkheid, in: Vlaams Tijdschrift voor Gezondheidsrecht, 1989-90.
- Mater justitia, quo vadis?", in: Rechtskundig Weekblad,  1977-78.
- Overzicht van rechtspraak inzake faillissementen van handelsvennootschappen en uitbreiding tot de beheerders, in: T.P.R., 1974.
- Moet opzegging van landpacht gegeven worden aan beide "echtgenoten" ? "Een analyse van de arresten van het Hof van Cassatie van 13.05.1971 en 15.06.1973, in: Rechtskundig Weekblad, 1973-74.
- Over euthanasie, in: Rechtskundig Weekblad, 1973.
- Overheidsaansprakelijkheid : drie machten maar geen trilogie, in: De Praktijkjurist, Academia Press.